# Snörornering
Snörornering på keramik har en stor utbredning. I Skandinavien fanns snördekor under yngre stenålder på såväl trattbägarkeramik, gropkeramik och stridsyxekeramik. Under bronsåldern och tidig järnålder uppträder snördekor även på asbestkeramik i Norrland och Finland. Till en viss del tros snörorneringen haft en praktisk bakgrund. Denna tunna mynningen på keramiken var utsatt för stark påfrestning under bränningsprocessen. Omlindningen var ett sätt att ge den stadga. När bränningen var över återstod endast avtrycket från snöret. 